# Bulgaren in Deutschland

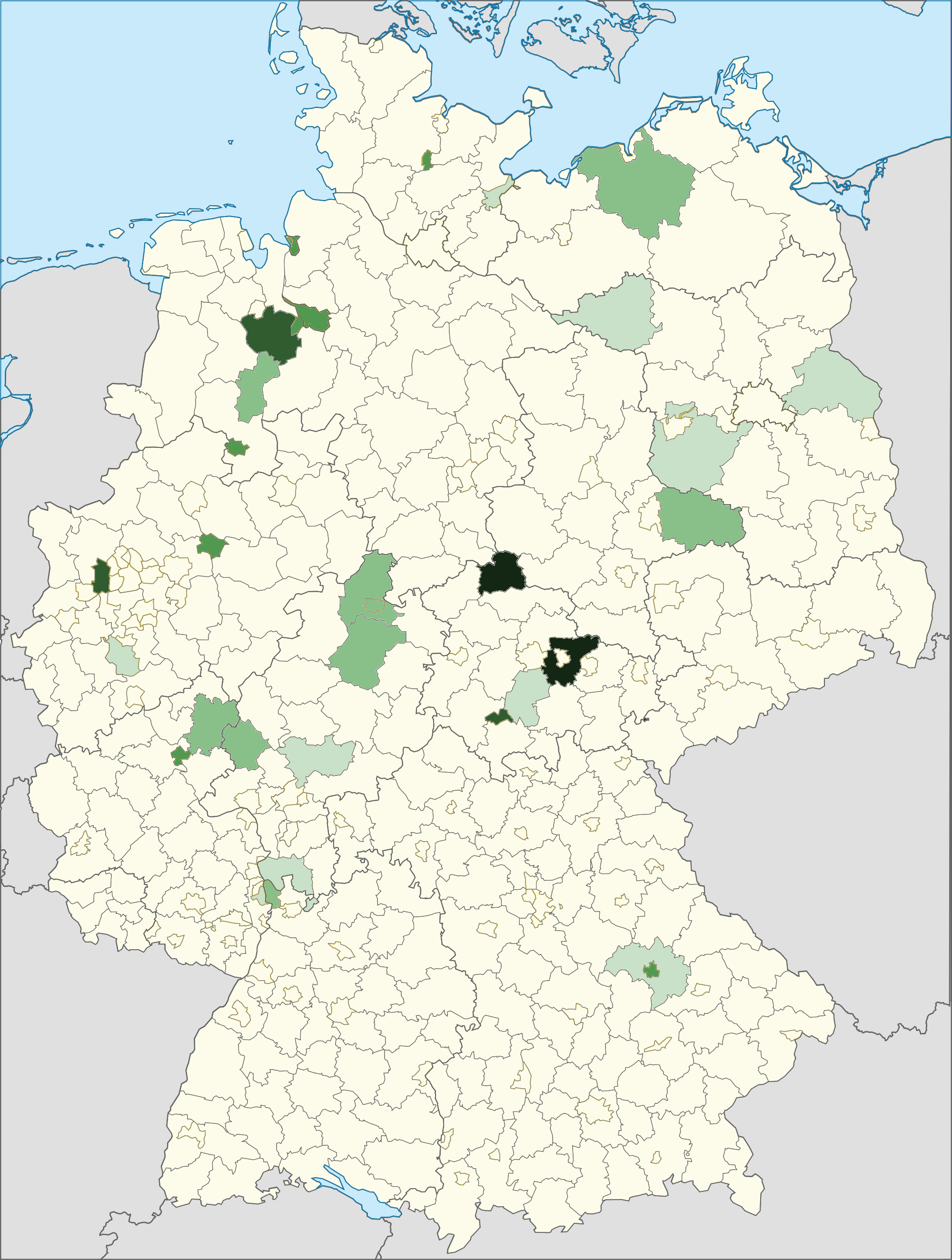
Relative Häufigkeit der bulgarischen Staatsangehörigkeit auf Kreisebene 2014 im Verhältnis zu anderen ausländischen Bevölkerungsgruppen

Bulgaren in Deutschland sind eine der größten Gemeinden der bulgarischen Diaspora in Westeuropa. Ein Großteil kam im Zuge der EU-Osterweiterung und die Arbeitnehmerfreizügigkeit ab 2011.
Nach offiziellen Angaben aus dem Jahr 2011 wurden in Deutschland 95.956 Bulgaren gezählt. 2007 wurden noch rund 46.800 Bulgaren gezählt. Inoffiziellen Schätzungen nach lag diese Zahl bei 80.000–100.000. Schätzungen des bulgarischen Ministeriums für Auswärtige Angelegenheiten bezifferten die Anzahl der Bulgaren in Deutschland auf über 90.000, von denen die Hälfte die deutsche Staatsbürgerschaft erworben hat. 2015 lag die Zahl der in Deutschland ansässigen Bulgaren laut der Bundesagentur für Arbeit bei über 211.000 Personen. Im Februar 2023 gab die deutsche Botschafterin in Sofia, Irene Plank, ihre Anzahl mit mehr als 430.000 an.
Rund 7 Prozent der in Deutschland lebenden Bulgaren (2011), oder 7997 waren Studenten an deutschen Hochschulen. Sie stellen die größte Gruppe (Großbritannien ca. 3000, Österreich ca. 2000, USA 1957, Niederlande 1170) der im Ausland studierenden Bulgaren.

## Geschichte

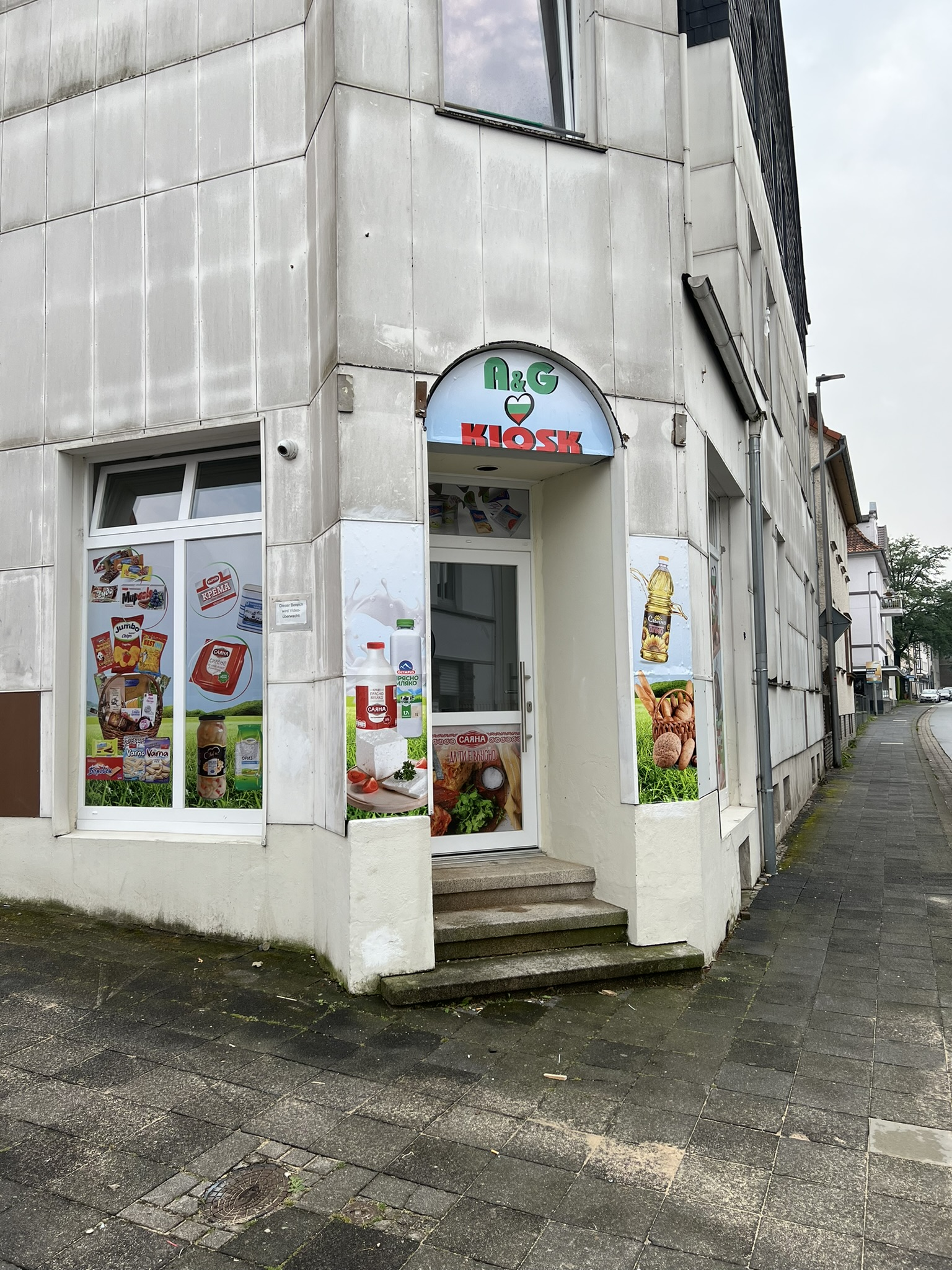
Ein bulgarischer Feinkostladen in Bad Salzuflen-Schötmar

Bereits im Mittelalter stand das Bulgarische Reich mit den deutschsprachigen Ländern in Kontakt, bis die osmanischen Eroberungen des Balkans im 14. und 15. Jahrhundert dieses Band trennten. Aus dem 16. Jahrhundert sind bulgarisch-orthodoxe Kleriker bekannt, die mit deutschen Lutheranern in Kontakt traten, und im 18. Jahrhundert unterschied man bulgarische Kaufleute in Leipzig von Kaufleuten anderer balkan-christlicher Konfessionen.

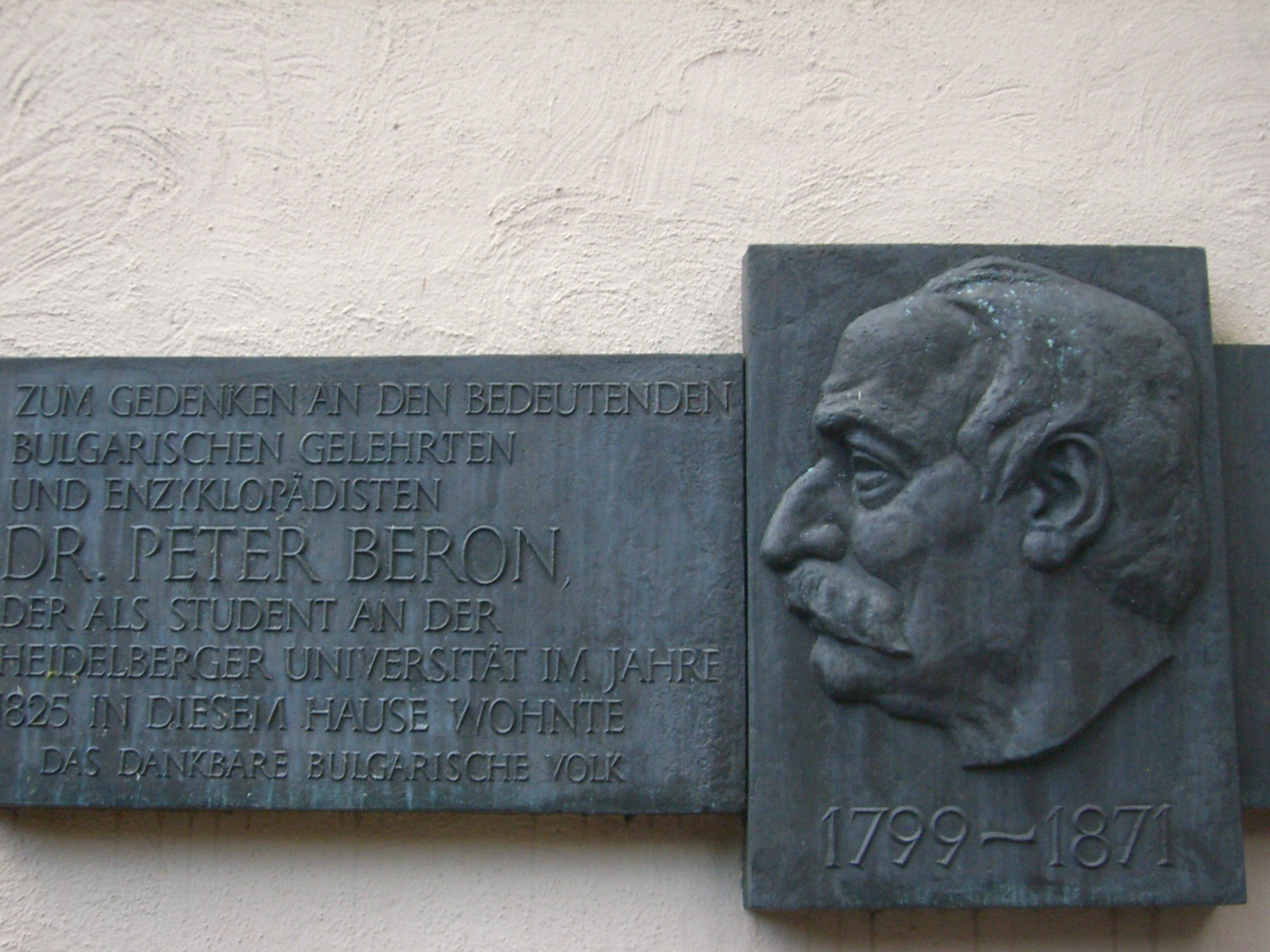
Detail der Petar-Beron-Gedenktafel in Heidelberg

Erst im 19. Jahrhundert jedoch, als die deutsch-bulgarischen Beziehungen wieder intensiver geworden waren, wurde auch im Bildungsbereich wieder stärker zusammengearbeitet. In den Jahren von 1825 bis 1831 studierte der bulgarische Aufklärer Petar Beron an der Universität Heidelberg. 1842 promovierte der Physiker und Aufklärer Dimitar Mutew an der Humboldt-Universität in Berlin, womit er der erste bulgarische Doktor der Physik ist und neben Atanas Bogoridi (1816) und Petar Beron (1831) einer der ersten bulgarischen Doktoranden in Deutschland. Von 1845 bis 1847 war der Journalist und Sprachwissenschaftler Iwan Bogorow an der Universität Leipzig Student und veröffentlichte von 1846 bis 1847 von dort aus die erste bulgarische Zeitung namens Bulgarischer Adler.
Nach der Befreiung Bulgariens von der fünf Jahrhunderte andauernden türkischen Herrschaft im Jahre 1878 war das ebenfalls neu etablierte Deutsche Reich weiter ein Zentrum der Hochschulbildung für Bulgaren, und Hunderte bulgarischer Studenten wurden mit staatlichen Stipendien des Fürstentums Bulgarien und Ostrumelien (vor 1885) nach Deutschland geschickt. Deutsche Universitäten wurden für die Bulgaren, zusammen mit Universitäten in der Schweiz, zu den beliebtesten in Westeuropa und standen in der Beliebtheit aller ausländischer Bildungseinrichtungen nur noch denen vom Kaiserreich Russland und Österreich-Ungarn nach. In das späte 19. und frühe 20. Jahrhundert fielen Vereinsgründungen bulgarischer Studenten in Leipzig, Berlin, München, Dresden, Heidelberg, Erlangen, Halle an der Saale und in Freiburg im Breisgau. Allein die Universität Leipzig hatte von 1879 bis 1899 101 bulgarische Studenten, und in den Jahren 1900 bis 1918 wurden in Deutschland insgesamt 194 Dissertationen von bulgarischen Studenten erfolgreich abgelegt.
Die Bulgarisch-Deutsche Vereinigung wurde am 16. Februar 1918 in Berlin gegründet und hatte Filialen in vielen deutschen Städten. Nach den Weltkriegen wurden die pädagogischen Beziehungen aufrechterhalten: Allein in den Jahren 1926 bis 1927 studierten 302 Menschen aus Bulgarien in Deutschland. 1925 wurde in Leipzig der Bund der makedonischen Studentenvereine im Auslande gegründet.
Auch in der DDR blieben die engen Beziehungen zu Bulgarien bestehen, und viele Bulgaren studierten an ostdeutschen Universitäten. Einige blieben danach in der DDR, während nach 1990 weitere Menschen aus Bulgarien einwanderten und sich heute in den neuen Bundesländern relativ große bulgarische Gemeinschaften finden.

## Religionen

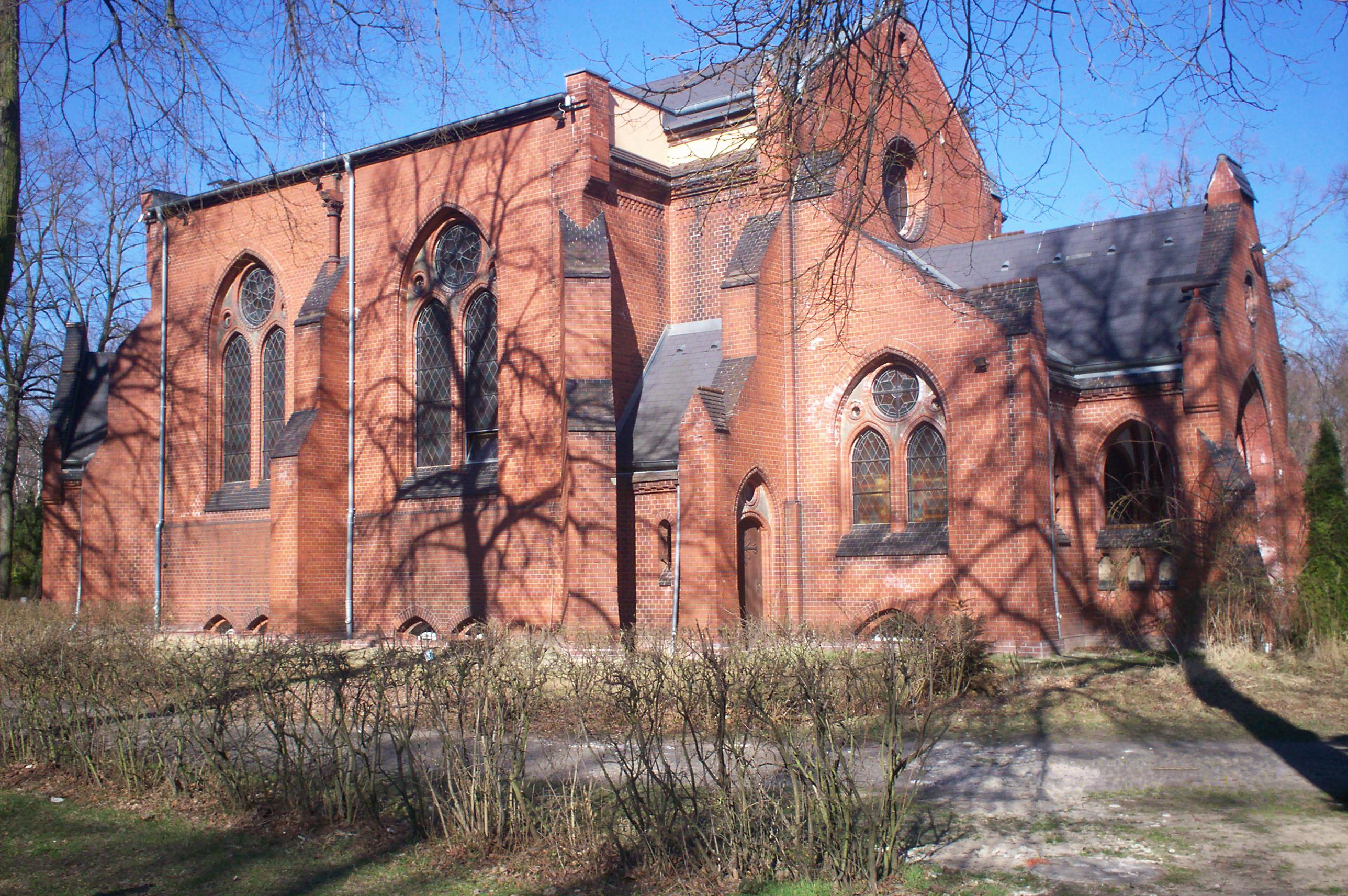
Die St.-Boris-der-Täufer-Kathedrale in Berlin

Heute gibt es bulgarische orthodoxe Kirchengemeinden in Berlin, Bonn, Düsseldorf, Hamburg, Köln, Leipzig, München, Nürnberg, Stuttgart, Regensburg und Passau, mit einem Bischofssitz und einer Kathedrale in Berlin. Andere Bulgaren besuchen evangelische und katholische Kirchen oder Moscheen. Außerdem gibt es drei große bulgarische Gemeinden von Jehovas Zeugen in Berlin, Frankfurt am Main und Ludwigsburg, sowie über 30 kleinere Gruppen.

## Bulgaren türkischer Volkszugehörigkeit in Deutschland
Ab Anfang der 1980er Jahre verstärkten sich die Repressionen gegen die moslemischen und türkischen Minderheiten Bulgariens. 1986 zwangen die bulgarischen Behörden die türkische Minderheit zur Annahme slawischer Namen und verboten den Schulunterricht in türkischer Sprache. Rund 380.000 ethnische Türken wurden mit drastischen Maßnahmen zur Auswanderung in die Türkei gezwungen, oder gerieten in Arbeitslager. Dies dauerte bis zum Anfang der 1990er Jahre.
Von den frühen 1990er Jahren an begann man in Westeuropa Bulgaren türkischer Herkunft anzuwerben, erstmals in ihrer sozialen Geschichte. Die Migration nach Deutschland wurde insbesondere von jenen bulgarischen Türken initiiert, die aus verschiedenen Gründen nicht an den ersten massiven Migrationswellen in die Türkei 1989 teilnehmen konnten oder die Teil der späteren Rückkehrerwelle waren, welche aus der mangelnden sozialen Integrationsperspektive in der Türkei resultierte. Die Mehrheit der Bulgaren türkischer Herkunft sind in den 1990er Jahren als Asylsuchende nach Deutschland gezogen, wo ihnen günstige soziale Leistungen gewährt werden sollten.
Bulgaren türkischer Herkunft sind überwiegend in den weniger abgesicherten Sektoren des deutschen Arbeitsmarktes mit Unternehmen, die höhere Flexibilität und härtere Arbeitsbedingungen erfordern, anzutreffen. Sie scheinen für die Beschäftigung überwiegend auf die Zusammenarbeit ethnischer Netzwerke, die von Deutsch-Türken gegründet wurden, zu vertrauen.

## Bekannte Deutsch-Bulgaren
- Ari Leschnikoff (1897–1978), Musiker und Sänger der Comedian Harmonists
- Lubo d'Orio (1904–1983), Musiker und Leiter eines Tanzorchesters
- Iwan Stranski (1897–1979), Physikochemiker
- Janko Janeff (1900–1945), nationalsozialistischer[17] Dichter und Philosoph
- Slatan Dudow (1903–1963), Filmregisseur und Drehbuchautor
- Eugen Philippow (1917–1991), Professor der Elektrotechnik in Ilmenau
- Saschko Gawriloff (geb. 1929), Violinist
- Dimitar Inkiow (1932–2006), Literat
- Dimiter Gotscheff (1943–2013), Theaterregisseur
- Georgi Gogow (geb. 1948), Musiker
- Ilija Trojanow (geb. 1965), Literat
- Samuel Finzi (geb. 1966), Schauspieler
- Mirco Nontschew (1969–2021), Comedian
- Lucy Diakovska (geb. 1976), Sängerin
- Stefan Goldmann (geb. 1978), Musiker
- Ruja Ignatova (geb. 1980), international gesuchte Kriminelle
- Fabian Nürnberger (geb. 1999), Fußballspieler
- Ilia Gruev (geb. 2000), Fußballspieler
- Lukas Petkov (geb. 2000), Fußballspieler

## Bibliografie
- Michael Peter Smith, John Eade (Hrsg.): Transnational Ties. Cities, Migrations, and Identities (= Comparative Urban and Community Research. 9). Transaction Publishers, New Brunswick NJ u. a. 2008, ISBN 1-4128-0806-5.
- Йордан Колев: Българите извън България. 1878–1945 g. (= Библиотека „Българска вечност“. Bd. 42). Център за изследвания на Българите Тангра ТанНакРа ИК, София 2005, ISBN 954-9942-73-2, S. 257–261, 423–424 (bulgarisch).